# Matej Mugerli

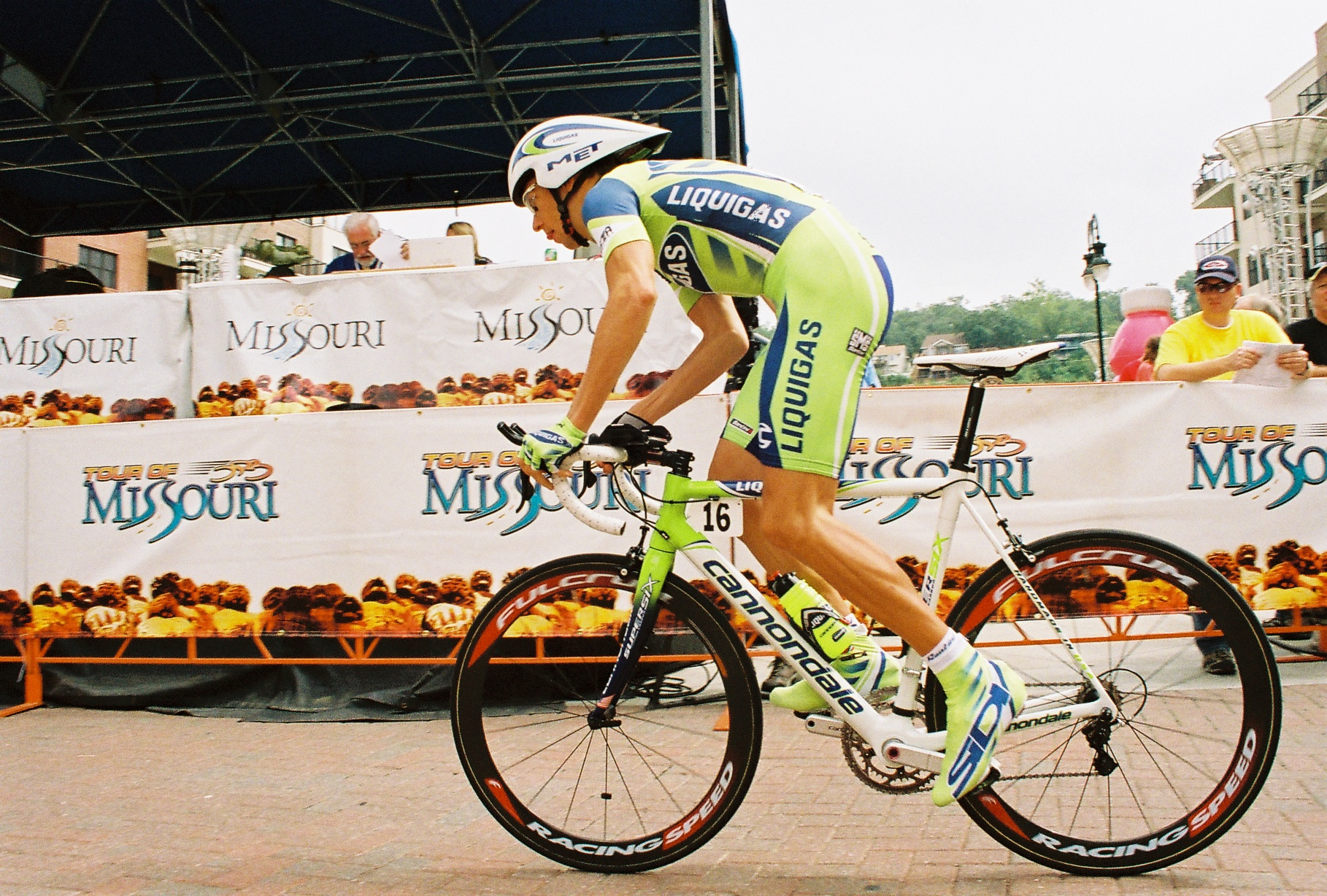
Matej Mugerli bei der Tour of Missouri 2008

Matej Mugerli (* 17. Juni 1981 in Nova Gorica) ist ein ehemaliger slowenischer Radrennfahrer und späterer Sportlicher Leiter eines Radsportteams.

## Sportlicher Werdegang
Mugerli gewann 2004 zwei Etappen der Volta do Rio de Janeiro, siegte beim Gran Premio Industrie del Marmo und entschied das Gesamtklassement des italienischen Etappenrennens Giro del Friuli für sich. Daraufhin bekam er ab 2005 einen Vertrag bei dem italienischen ProTeam Liquigas-Bianchi. Seinen größten Erfolg feierte der Slowene 2006 mit einem Etappensieg bei der Katalonien-Rundfahrt.
2009 ging er zum Team Perutnina Ptuj. Für dieses Team gewann er eine Etappe der Serbien-Rundfahrt und Zagreb-Ljubljana im Jahr 2010. Zudem siegte Mugerli auf einer Etappe der Tour of China 2011. Von 2012 bis 2014 fuhr er für das slowenische Team Adria Mobil. Dort gewann er noch kleine Rennen, wie die Gesamtwertung der Istrian Spring Trophy 2014. Außerdem wurde er 2014 in Slowenien der Meister im Straßenrennen.
2015 wechselte er zu Synergy Baku Cycling Project. Im ersten Jahr wurde er Etappensieger bei der Tour de Bretagne, 2016 folgten fünf Tageserfolge sowie der Gewinn der Gesamtwertung der Serbien-Rundfahrt. Zur Saison 2017 wurde er Mitglied im österreichischen Continental Team Amplatz-BMC, das 2018 unter dem Namen My Bike-Stevens registriert war. In der Saison 2017 konnte er weitere fünf Siege seinem Palmarès hinzufügen, unter anderem erneut bei der Poreč Trophy, bei der er mit insgesamt vier Erfolgen der Rekordsieger ist. Dazu kam ein weiterer Rundfahrtsieg bei der Istrian Spring Trophy. 2018 trat er nur noch bis März bei Rennen an und blieb ohne Sieg.
Zur Saison 2019 wurde Mugerli Sportlicher Leiter beim neu gegründeten österreichischen Continental Team Sport.Land.Österreich, 2020 gab er die Sportliche Leitung ab und war für das Team nochmals als Fahrer aktiv. Nach Auflösung des Teams wurde er zur Saison 2021 Sportlicher Leiter bei Hrinkow Advarics.

## Erfolge
2004
- zwei Etappen Volta do Rio de Janeiro
- Gran Premio Industrie del Marmo

2006
- eine Etappe Katalonien-Rundfahrt

2010
- eine Etappe Serbien-Rundfahrt
- Zagreb-Ljubljana

2011
- eine Etappe Tour of China

2012
- Poreč Trophy
- Banja Luka-Belgrade II

2013
- Poreč Trophy
- Gesamtwertung und eine Etappe Istrian Spring Trophy
- Banja Luka-Belgrade II
- Classic Beograd-Čačak

2014
- Trofej Umag
- Gran Premio Industrie del Marmo
- Slowenischer Meister – Straßenrennen

2015
- eine Etappe Tour de Bretagne

2016
- Poreč Trophy
- eine Etappe Istrian Spring Trophy
- eine Etappe Tour d’Azerbaïdjan
- Gesamtwertung und eine Etappe Serbien-Rundfahrt
- eine Etappe und Punktewertung Tour of Szeklerland

2017
- Poreč Trophy
- Gesamtwertung und eine Etappe Istrian Spring Trophy
- eine Etappe Tour d’Azerbaïdjan
- eine Etappe Slowakei-Rundfahrt
- Grand Prix Kranj